# Logarithmisches Konvergenzkriterium
Das logarithmische Konvergenzkriterium  ist ein Konvergenzkriterium der Analysis, einem der Teilgebiete der Mathematik. Es gibt hinreichende Bedingungen sowohl für die Konvergenz als auch für die Divergenz von Reihen, deren Glieder eine Folge positiver reeller Zahlen bilden.

## Formulierung des Kriterium
Das Kriterium besagt folgendes:
Sei {\displaystyle (a_{k})_{k\in \mathbb {N} }}  eine Zahlenfolge in {\displaystyle \mathbb {R} } und sei dabei jede Zahl {\displaystyle a_{k}>0}   {\displaystyle (k\in \mathbb {N} )}  .
Es sei vorausgesetzt, dass die dazu gebildete Zahlenfolge {\displaystyle (b_{k})_{k\in \mathbb {N} }}   mit
{\displaystyle b_{k}={\frac {\ln(k\cdot a_{k})}{\ln(\ln(k))}}\;(k\in \mathbb {N} )}
eigentlich oder uneigentlich konvergiere und dabei den Grenzwert
{\displaystyle L=\lim _{k\to \infty }{b_{k}}\in [-\infty ,\infty ]}
habe.
Dann gilt:
(I)  Im Falle   {\displaystyle L<-1}   ist die zugehörige Reihe {\displaystyle {\sum }_{k}{a_{k}}} konvergent:
{\displaystyle \sum _{k=1}^{\infty }{a_{k}}<\infty }   .
(II)  Im Falle   {\displaystyle L>-1}   ist die zugehörige Reihe {\displaystyle {\sum }_{k}{a_{k}}} divergent:
{\displaystyle \sum _{k=1}^{\infty }{a_{k}}=\infty }   .

## Hinweise zum Beweis
Der Beweis beruht auf dem  Majoranten- und Minorantenkriterium und darauf, dass die Reihe
{\displaystyle \sum _{k=2}^{\infty }{\frac {1}{k\cdot {\ln(k)}^{1+\delta }}}}
für   {\displaystyle \delta >0}   konvergiert und für   {\displaystyle \delta =0}   divergiert.
Dabei kommt für den Konvergenzfall das Integralkriterium zum Tragen sowie die Tatsache, dass dann
{\displaystyle \textstyle \int _{2}^{\infty }{\frac {1}{t\cdot {\ln(t)}^{1+\delta }}}\,\mathrm {d} t={\frac {1}{\delta \cdot {\ln(2)}^{\delta }}}}
ist.

## Anwendung
- Für

{\displaystyle a_{k}={\frac {1}{k^{2}}}\;\;(k\in \mathbb {N} )}
hat man
{\displaystyle \lim _{k\to \infty }{b_{k}}=\lim _{k\to \infty }{\frac {\ln({\frac {1}{k}})}{\ln(\ln(k))}}=\lim _{k\to \infty }{\frac {-\ln(k)}{\ln(\ln(k))}}=\lim _{x\to \infty }{\frac {-x}{\ln(x))}}=-{\infty }<1}  ,
was nach dem Kriterium einen Beweis für die Konvergenz der bekannten Reihe
{\displaystyle \sum _{k=1}^{\infty }{\frac {1}{k^{2}}}=1+{\frac {1}{4}}+{\frac {1}{9}}+{\frac {1}{16}}+\cdots }
darstellt.
- Für

{\displaystyle a_{k}={\frac {1}{k}}\;\;(k\in \mathbb {N} )}
hat man
{\displaystyle \lim _{k\to \infty }{b_{k}}=\lim _{k\to \infty }{\frac {\ln(1)}{\ln(\ln(k))}}=0>-1}  ,
womit das Kriterium die Divergenz der harmonischen Reihe beweist.

## Anmerkung
Über den „Zweifelsfall“    {\displaystyle \lim _{k\to \infty }{b_{k}}=-1}   sind keine Aussagen hinsichtlich Konvergenz oder Divergenz zu machen. D. h., es können je nach vorgelegter Zahlenfolge beide Fälle eintreten.